# Onthophagus pyramidalis
Onthophagus pyramidalis é uma espécie de inseto do género Onthophagus, família Scarabaeidae, ordem Coleoptera.
Foi descrita cientificamente por Klug em 1855.